# Джемілєв Іса Арифович
Іса́ Ари́фович Джемі́лєв (крим. Isa Cemilev, нар. 10 березня 1959, Узбецька РСР, СРСР — пом. 10 січня 2015, Сімферополь, Україна) — український лікар-уролог, кандидат медичних наук. Делегат Курултаю кримськотатарського народу V та VI скликань.

## Життєпис
Іса Джемілєв народився в Узбекистані у кримськотатарській родині. Протягом 1966–1976 років відвідував 14 школу в місті Фергана. З дитинства мріяв стати лікарем. Отримав диплом Андижанського державного медичного університету. Після закінчення університету повернувся у Фергану, де працював протягом двох років загальним хірургом. В лікарні звільнилась ставка уролога, на яку Іса залюбки пішов працювати. Урологія дуже зацікавила молодого лікаря і він вирішив вступати на аспірантуру з Урології у м. Баку, Азербайджан, де працював корифей радянської урології проф. Джавад-Заде. Саме під його керівництвом він працював 6 років, і сформувався як спеціаліст. У 1993 році захистив у Азербайджанському державному інституті вдосконалення лікарів імені Азіза Алієва кандидатську дисертацію за темою «Значення функціонального стану контралатеральної нирки у формуванні нефрогенної гіпертензії».
10 березня 1993 року повернувся до Криму і розпочав роботу у відділенні урології Республіканської клінічної лікарні імені Семашка у Сімферополі, де пропрацював до самої смерті. Лікар-уролог вищої категорії.
У 2007 та 2013 роках обирався делегатом V та VI скликань Курултаю кримськотатарського народу.
10 січня 2015 року Іса Джемілєв помер від серцевого нападу. Похований у Сімферополі.

## Сім'я
Був одружений з Ніярою Джемілєвою, талановитою кравчинею кримськотатарських народних костюмів.